# 博克西托戈爾斯克
59°28′N 33°51′E / 59.467°N 33.850°E
博克西托戈爾斯克 （俄语：Бокситого́рск，是鋁土礦山的意思）是俄羅斯列寧格勒州的一個城市，位於聖彼得堡東南245公里。2002年人口為18,128人。
1929年建立。1950年設市。